# فيجاي شانكار (لاعب كريكت)
فيجاي شانكار (30 سبتمبر 1949 في الهند - ) هو لاعب كريكت هندي. شارك مع منتخب الهند الوطني للكريكت.